# 230e régiment d'infanterie territoriale
Le 230e régiment d'infanterie territoriale (230e RIT) est un régiment d'infanterie de l'armée de terre française qui a participé à la Première Guerre mondiale. De sa création en 1915 à sa dissolution en 1919, il est affecté à la garnison de Paris, rattaché à la 83e division d'infanterie territoriale.

## Création et différentes dénominations

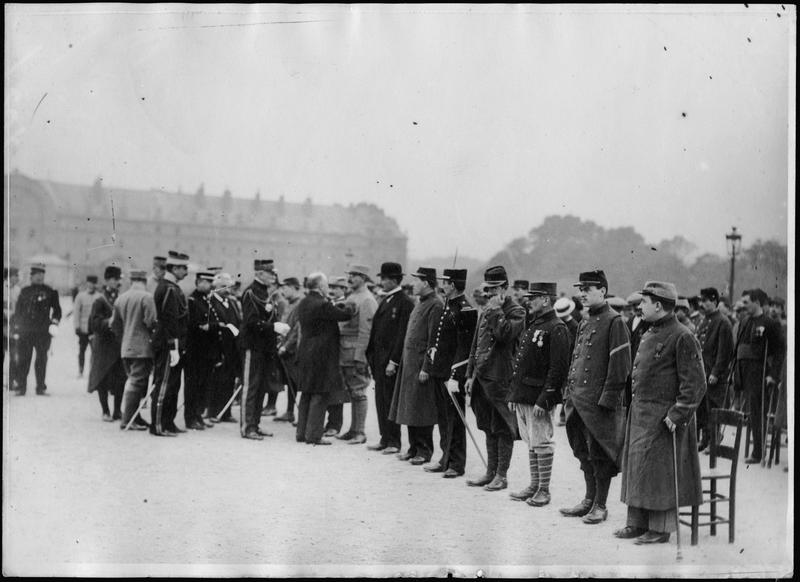
Soldats des et RIT décorés aux Invalides, 1915.

- 10 août 1915 : création du 230e régiment d'infanterie territoriale
- 15 février 1919 : Dissolution

## Chefs de corps
- 1er septembre 1915 - 3 avril 1918 : lieutenant-colonel Betourné[1]
- 3 avril 1918 - 15 février 1919 : lieutenant-colonel de Bercegol du Moulin[1]

## Historique des garnisons, combats et batailles

### Première Guerre mondiale

#### 1915
Le 230e régiment territorial est créé le 10 août 1915 à partir des éléments du 30e régiment territorial d'infanterie restés à Paris, à savoir les 4e et 6e bataillons et l'état-major régimentaire, plus le 5e bataillon du 69e RIT. Le dépôt du 230e RIT est celui du 30e, situé à Chartres.
À l'exception de quelques détachements pour mener des travaux autour de Paris, le régiment reste en réserve dans la capitale.

#### 1919
Dissolution le 15 février 1919.

## Drapeau
Le régiment reçoit son drapeau des mains du président Poincaré le 13 septembre 1915.
Il ne porte aucune inscription.